# Первая квадратичная форма
Первая квадратичная форма (первая фундаментальная форма, метрический тензор, линейный элемент) поверхности ― квадратичная форма на касательном расслоении поверхности, которая определяет внутреннюю геометрию поверхности в окрестности данной точки. 
Первая квадратичная форма часто обозначается {\displaystyle \mathrm {I} }.
Знание первой квадратичной формы достаточно для вычисления гауссовой кривизны поверхности, а также для вычисления длин дуг, углов между кривыми и площади областей на поверхности.

## Определение
Пусть в евклидовом пространстве со скалярным произведением {\displaystyle \langle \cdot ,\cdot \rangle } поверхность задана уравнением {\displaystyle r=r(u,v),} где {\displaystyle u} и {\displaystyle v} ― внутренние координаты на поверхности; {\displaystyle dr=r_{u}du+r_{v}dv} ― дифференциал радиус-вектора {\displaystyle r} вдоль выбранного направления смещения из точки {\displaystyle M} в бесконечно близкую точку {\displaystyle M'}.
(Здесь {\displaystyle r_{u}} и {\displaystyle r_{v}} — частные производные радиус-вектора {\displaystyle r} по {\displaystyle u} и по {\displaystyle v} соответственно.)
Тогда квадрат главной части приращения длины {\displaystyle |MM'|} выражается квадратом дифференциала {\displaystyle dr}:
{\displaystyle \mathrm {I} =(dr)^{2}=\langle r_{u},r_{u}\rangle du^{2}+2\langle r_{u},r_{v}\rangle dudv+\langle r_{v},r_{v}\rangle dv^{2}}
и называется первой квадратичной формой поверхности.
Коэффициенты первой квадратичной формы обычно обозначают через
{\displaystyle E=|r_{u}|^{2},\ F=\langle r_{u},r_{v}\rangle ,\ G=|r_{v}|^{2}}
или, в тензорных символах, 
{\displaystyle \mathrm {I} =dr^{2}=g_{1,1}du^{2}+2g_{1,2}dudv+g_{2,2}dv^{2}.}
Тензор {\displaystyle g_{i,j}} называется основным, или метрическим, тензором поверхности.

## Свойства
- Первая квадратичная форма является положительно определенной формой в обыкновенных точках поверхности; в частности
{\displaystyle EG-F^{2}>0.}